# Operador de clase de traza
En matemáticas, un operador de clase traza o un operador de traza finita es un operador compacto para el cual la traza está definida (en ese caso la traza es un número finito y no depende de la base elegida).
La clase de operadores de traza finita coincide esencialmente con la de los operadores nucleares, aunque muchos autores reservan el término "operador de clase traza" para el caso particular de operadores nucleasres definidos en un espacio de Hilbert y usan el nombre de operador nuclear para el caso más general de un espacio de Banach.

## Definición
Parafraseando la definición de la traza para matrices, un operador lineal acotado A definido sobre un espacio de Hilbert separable H se llama de clase traza o de traza finita si para alguna base ortonormal {ek}k de H la suma de términos positivos:

{\displaystyle \|A\|_{1}={\rm {tr}}\ |A|:=\sum _{k}\langle (A^{*}A)^{1/2}\,e_{k},e_{k}\rangle }

es finita. En ese caso la suma:

{\displaystyle {\rm {tr}}\ A:=\sum _{k}\langle Ae_{k},e_{k}\rangle }

es absolutamente convergente y es independiente de la elección de la base ortonormal. Este valor se denomina traza de A. Cuando H es de dimensión finita, entonces, cualquier operador definido sobre él es acotado y es de traza finita (resultando en ese caso la traza coincidente con la traza de una matriz que represente al operador en una base dada).
Por extensión, si A es un operador autoadjunto y no negativo, se puede definir la traza de  A como el número real extendido dado por la suma, posiblemente divergente:

{\displaystyle \sum _{k}\langle Ae_{k},e_{k}\rangle .}

## Propiedades
| 1. | Si A es un operador autoadjunto no negativo, A es de clase traza si y solo si tr(A) < ∞. Por tanto un operador autoadjunto A es de clase traza si y solo si su parte positiva A+ y su parte negativa A− son ambos de clase traza. (Las partes positiva y negativa de un operador autoadjunto se obtienen mediante cálculo funcional.) |
| 2. | La traz es un funcional lineal sobre el espacio de los operadores de clase traza, es decir, {\displaystyle \operatorname {tr} (aA+bB)=a\,\operatorname {tr} (A)+b\,\operatorname {tr} (B).} La aplicación bilineal: {\displaystyle \langle A,B\rangle =\operatorname {tr} (A^{*}B)} es un producto escalar sobre la clase traza; la norma asociada se llama norma de Hilbert-Schmidt. La compleción de los operadoes de clase traza en la norma de Hilbert-Schmidt está formada por los operadores de Hilbert-Schmidt.                                                                        |
| 3. | Si {\displaystyle A} es acotado y {\displaystyle B} es de clase traza, {\displaystyle AB} y {\displaystyle BA} son de clase traza y {\displaystyle \\|AB\\|_{1}=\operatorname {tr} (\|AB\|)\leq \\|A\\|\\|B\\|_{1},\qquad \\|BA\\|_{1}=\operatorname {tr} (\|BA\|)\leq \\|A\\|\\|B\\|_{1}} además, bajo los mismos supuestos, {\displaystyle \operatorname {tr} (AB)=\operatorname {tr} (BA)} |
| 4. | Si {\displaystyle A} es de clase traza, entonces se puede definir el determinante de {\displaystyle 1+A} mediante: {\displaystyle {\rm {det}}(I+A):=\prod _{n\geq 1}[1+\lambda _{n}(A)]} para {\displaystyle \{\lambda _{n}(A)\}_{n}} los elementos del espectro de {\displaystyle A}; la condición de clase traza sobre {\displaystyle A} garantiza que el producto infinito es igual a un número finito, de hecho: {\displaystyle {\rm {det}}(I+A)\leq e^{\\|A\\|_{1}};} eso también garantiza que {\displaystyle {\rm {det}}(I+A)\neq 0} si y sólo si {\displaystyle (I+A)} admite inversa |

### Teorema de Lidskii
Sea {\displaystyle A} un operador de clase traza definido en espacio de Hilbert separable {\displaystyle H} y sea {\displaystyle \{\lambda _{n}(A)\}_{n=1}^{N},} {\displaystyle N\leq \infty } el conjunto de autovalores de {\displaystyle A}. Asúmase que {\displaystyle \lambda _{n}(A)} se enumeran contabilizando multiplicidades algebraicas, entonces el teorema de Lidskii (llamado así por Victor Borisovich Lidskii) afirma que:

{\displaystyle \sum _{n=1}^{N}\lambda _{n}(A)=\operatorname {tr} (A).}

Nótese que la serie a la izquierda es absolutamente convergente debido a la desigualdad de Weyl:

{\displaystyle \sum _{n=1}^{N}|\lambda _{n}(A)|\leq \sum _{m=1}^{M}s_{m}(A)}

entre los autovalores

{\displaystyle \{\lambda _{n}(A)\}_{n=1}^{N}}

y el valor singular:

{\displaystyle \{s_{m}(A)\}_{m=1}^{M}}

de un operador compacto {\displaystyle A}. Véase por ejemplo Simon (2005).

### Relación entre algunas clases de operadores
Uno puede obtener ciertas clases de operadores acotados como el análogo no conmutativo de un espacio de sucesiones clásico. En este caso los operadores de clase traza son el análogo no conmutativo de los espacios {\displaystyle \ell ^{1}(\mathbb {R} )}. De hecho, aplicando el teorema espectral, todo operador normal de clase traza sobre un espacio de Hilbert separable se puede realizar como una sucesión en {\displaystyle \ell ^{1}}. De la misma manera:
- Los operadores acotados son el análogo no conmuativo de {\displaystyle \ell ^{\infty }(\mathbb {R} )}.
- Los operadores compactos son el análogo no comutativo de {\displaystyle c_{0}(\mathbb {R} )} (sucesiones que convergen a cero).
- Los operadores de Hilbert-Schmidt se corresponden con {\displaystyle \ell ^{2}(\mathbb {R} )}.
- Los operadorde de rango finito se corresponden con {\displaystyle \ell _{0}(\mathbb {R} )}.

Hasta cierto punto las relaciones entre las diferentes clases de operadores son similares a las relaciones existentes entre sus contrapartes conmutativas.
Téngase en cuenta que todo operador compacto T definido en un espacio de Hilbert puede escribirse como:

{\displaystyle \forall h\in H,\;Th=\sum _{i=1}\alpha _{i}\langle h,v_{i}\rangle u_{i}\quad {\mbox{where}}\quad \alpha _{i}\geq 0\quad {\mbox{and}}\quad \alpha _{i}\rightarrow 0}

para dos bases ortonormales {ui} y {vi}, formalizando lo anterior de manera más precisa:
- T es de clase de traza si la serie sumada {\displaystyle \scriptstyle \sum _{i}\alpha _{i}} es convergente.
- T es del tipo Hilbert-Schmidt si {\displaystyle \scriptstyle \sum _{i}\alpha _{i}^{2}} es convergente.
- T es de rango finito si {\displaystyle \scriptstyle \sum _{i}\alpha _{i}^{2}} sólo tiene un número finito de sumandos diferentes de cero.

La caracterización anterior permite establecer fácilmente algunos hechos que relacionan esas clases de operadores. Por ejemplo, se tiene la siguiente cadena de inclusiones (si el espacio de Hilbert es de dimensión infinita son inclusiones propias): {rango finito} ⊂ {clase de traza} ⊂ {tipo Hilbert-Schmidt} ⊂ {compacto}.
Los operadores de clase de traza forman un espacio vectorial normado con la norma:

{\displaystyle \|T\|_{1}=\mathrm {tr} [(T\circ T)^{1/2}]=\sum _{i}\alpha _{i}}

Los operadores de Hilbert-Schmidt admiten la norma vectorial:

{\displaystyle \|T\|_{2}=(\mathrm {tr} [T\circ T])^{1/2}=\left(\sum _{i}\alpha _{i}^{2}\right)^{1/2}}

Los operadores acotados admiten también la norma:

{\displaystyle \|T\|_{\infty }=\sup _{i}\alpha _{i}}

Estas tres normas satisfacen la siguiente cadena de desigualdades:

{\displaystyle \|T\|_{\infty }\leq \|T\|_{2}\leq \|T\|_{1}}

Para un operador de clase de traza.
Otro hecho interesante es que los operadores de rango finito constituyen un subconjunto denso tanto en el conjunto de operadores de Hilbert-Schmidt como en el conjunto de los operadores de clase traza (con topología definida por las normas anteriores).

### La clase de traza como dual topológico
El espacio dual topológico del espacio vectorial de sucesiones de números reales convergentes {\displaystyle c_{0}(\mathbb {R} )} es el espacio de sucesiones tales que la serie asociada es absolutamente convergente {\displaystyle \ell ^{1}(\mathbb {R} )}. De manera similar el espacio dual de los operadores compactos {\displaystyle K({\mathcal {H}})^{*}} sobre un espacio de Hibert {\displaystyle {\mathcal {H}}} coincide con el espacio vectorial de los operadores de clase traza. El argumento, que esbozamos a continuación es reminiscente del correspondiente argumento de espacios vectoriales de sucesiones. Sea {\displaystyle f\in K({\mathcal {H}})^{*}} y se asocia a f con el operador Tf definido por:

{\displaystyle \langle T_{f}x,y\rangle =f(S_{x,y})}

donde Sx,y es el operador de rango 1 dado por:
{\displaystyle S_{x,y}(h)=\langle h,y\rangle x.}
Esta identificación funciona porque los operadores de rango finito forman un conjunto denso en {\displaystyle K({\mathcal {H}})}. En el caso de que Tf sea un operador positivo, se tiene para cualquier base ortonormal ui, one has

{\displaystyle \sum _{i}\langle T_{f}u_{i},u_{i}\rangle =f(I)\leq \|f\|,}

donde I es el operador identidad:
{\displaystyle I=\sum _{i}\langle \cdot ,u_{i}\rangle u_{i}.}
Aunque esto implica que Tf es de clase de traza. Además puede probarse mediante un argumento basado en operadores de rango finito que {\displaystyle \scriptstyle \|T_{f}\|_{1}=\|f\|} y, por tanto, que {\displaystyle K({\mathcal {H}})^{*}} es isométrico a C1.